# Дрофинское сельское поселение
Дрофинское се́льское поселе́ние (укр. Дрофинське сільське поселення, крымскотат. Дрофино кой юрту, Drofino köy yurtu) — муниципальное образование в Нижнегорском районе Республики Крым России, в степном Крыму.
Административный центр — село Дрофино.

## История
30 сентября 1966 года был образован Дрофинский сельский совет.
Сельское поселение образовано в соответствии с законом Республики Крым от 5 июня 2014 года посл аннексии Крыма.

## Население
| 2001  | 2014  | 2015  | 2016  | 2017  | 2018  | 2019  |
| ----- | ----- | ----- | ----- | ----- | ----- | ----- |
| 2173  | ↘1524 | ↗1525 | ↗1528 | ↗1532 | ↘1530 | ↘1517 |
| 2020  | 2021  |       |       |       |       |       |
| ↘1505 | ↘1295 |       |       |       |       |       |

## Состав сельского поселения
| № | Населённый пункт | Тип населённого пункта       | Население |
| - | ---------------- | ---------------------------- | --------- |
| 1 | Дрофино          | село, административный центр | ↘779      |
| 2 | Стрепетово       | село                         | ↘491      |
| 3 | Ястребки         | село                         | ↘254      |